# Гекони стінні
Стінні гекони  (Tarentola) — рід геконів родини Phyllodactylidae. Має 21 вид. Свою латинську назву отримав від міста Тарент.

## Опис
Представники цього роду геконів мають середньої розміри — 15—18 см. Колір шкіри коливається від бежевого до темно-коричневого. Шкіра жорстка та груба. Мають міцні та ціпки пальці, за допомогою яких гарно пересуваються по вертикальні поверхні. Луска однорідна, не поділена подовжений борознами, має прикріплюючі пластинки на широких пальцях. Перший, другий, п'ятий палець у представників цього роду не мають кігтів.

## Спосіб життя
Полюбляють кам'янисту місцини, часто живуть у чагарниках, кущах лісах. Зустрічаються поряд з людиною, завдяки чого часто "мігрують разом з ним. Може бути у будинках, звідси його назва. Має здатність до мімікрії, ховаючись вдень. Активний у сутінках та вночі. Харчується комахами.
Це яйцекладні гекони. Відкладають зазвичай до 2 яєць. За сезон робиться до 4 кладок.

## Розповсюдження
Північна Африка, Південная Європа, Балканській півострів, Канарські острови, Кабо-Верде.

## Види
- Tarentola albertschwartzi
- Tarentola americana
- Tarentola angustimentalis
- Tarentola annularis
- Tarentola bischoffi
- Tarentola boavistensis
- Tarentola boehmei
- Tarentola boettgeri
- Tarentola caboverdianus
- Tarentola chazaliae
- Tarentola crombiei
- Tarentola darwini
- Tarentola delalandii
- Tarentola deserti
- Tarentola ephippiata
- Tarentola gigas
- Tarentola gomerensis
- Tarentola mauritanica
- Tarentola mindiae
- Tarentola neglecta
- Tarentola parvicarinata
- Tarentola rudis